# Warberg
Warberg település Németországban, azon belül Alsó-Szászország tartományban. Lakosainak száma 831 fő (2023. december 31.).

## Népesség
A település népességének változása:
| Lakosok száma | 853  | 818  | 808  | 810  | 835  | 831  |
|               | 2016 | 2017 | 2019 | 2021 | 2022 | 2023 |